# Крос Тимберс (Мисури)
Крос Тимберс (енгл. Cross Timbers) град је у америчкој савезној држави Мисури.

## Демографија
По попису из 2010. године број становника је 216, што је 31 (16,8%) становника више него 2000. године.
| Група             | 2000.       | 2010.       |
| Белци             | 184 (99,5%) | 215 (99,5%) |
| Афроамериканци    | 0 (0,0%)    | 0 (0,0%)    |
| Азијати           | 0 (0,0%)    | 0 (0,0%)    |
| Хиспаноамериканци | 0 (0,0%)    | 0 (0,0%)    |
| Укупно            | 185         | 216         |